# 佐賀県道232号多良停車場線
佐賀県道232号多良停車場線（さがけんどう232ごう たらていしゃじょうせん）は、佐賀県藤津郡太良町を通る一般県道である。

## 概要
藤津郡太良町大字多良のJR九州長崎本線 多良駅から国道207号交点に至る。
距離は、300 mほどだが駅周辺には、商店や住宅地が立ち並ぶ。

### 路線データ
- 起点：佐賀県藤津郡太良町大字多良（JR九州長崎本線 多良駅前）
- 終点：佐賀県藤津郡太良町大字多良（国道207号交点）
- 総延長：300 m

## 地理

### 通過する自治体
- 藤津郡太良町

### 交差する道路
| 交差する道路 | 交差する場所 | 交差する場所 |
| ------------ | ------------ | ------------ |
| 国道207号    | 大字多良     | 終点         |

### 沿線
- JR九州長崎本線 多良駅
- 有明海